# Jan Jacob van Rietschoten
Jan Jacob (Jack) van Rietschoten (Rotterdam, 25 augustus 1921 – Kamp Haaren, 20 juni 1944) was verzetsman tijdens de Tweede Wereldoorlog. Hij werd slachtoffer van het Englandspiel.

## Biografie
Jack van Rietschoten werd geboren in Rotterdam als zoon van Jan Jacob van Rietschoten (1895-1972) en Neoletta Cornelia van den Bok (1896-1971). Zijn vader was directeur van het familiebedrijf, elektrotechnisch installatiebedrijf Van Rietschoten & Houwens. Hij had twee jongere broers, Dicky en Conny.

### Tweede Wereldoorlog
Van Rietschoten studeerde voor civiel ingenieur aan de Technische Hogeschool Delft. In 1941 onderbrak hij zijn studie. Eind september 1941 maakte hij samen met zijn vriend Armand Maassen in een kano de overtocht van Katwijk naar Engeland. In Engeland kreeg Van Rietschoten een opleiding tot agent bij de Special Operations Executive (SOE).
Op 22 juni 1942 werd Van Rietschoten met Jo Buizer gedropt bij Holten. Door verraad werden ze door Duitsers opgewacht en naar kamp Haaren overgebracht. Op 21 november lukte het hem, samen met Aat van der Giessen en Antonius Johannes Wegner, te ontsnappen. Tot mei 1944 hield hij zich schuil in Rotterdam, eerst doken ze onder in Kralingen en vervolgens in west. Via de Rotterdamse illegale werker Simon Bersma verkrijgen zij een zender maar Londen reageert niet op de hulproepen van hun SOE-agentent die eerder al waren opgepakt als direct resultaat van het Englandspiel. Om toch te ontsnappen worden zij door illegale werker Jan Nauta in contact gebracht met dubbelspion en vriend van Bernhard, Christiaan Lindemans die hen terstond verraadde. Opnieuw op weg naar Engeland, werden Van Rietschoten en Van der Giessen op 5 mei 1944 in de trein van Roosendaal naar Bergen op Zoom gearresteerd op aanwijzing van Christiaan Lindemans door SD Chef Hermann Bauer. Ze werden overgebracht naar kamp Haaren.
Na de invasie in Frankrijk werd besloten om de belangrijkste gevangenen uit Haaren over te plaatsen. Met het oog hierop werd een overzicht van gevangenen opgesteld en overhandigd aan Erich Deppner. Hij beval om Van Rietschoten en Van der Giessen beiden "op de vlucht neer te schieten" ("auf der Flucht zu erschiessen"). Op 10 juni 1944 werden Van Rietschoten en Van der Giessen in Haaren geëxecuteerd, op een afstand van ongeveer 500 meter van het kamp, aan de hoofdweg van Tilburg naar Den Bosch. Hun lichamen werden gecremeerd in het crematorium van Kamp Vught.

## Onderscheidingen
- Bronzen Kruis, KB nr 5 van 6 november 1942, voor zijn ontsnapping naar Engeland.
- Bronzen Kruis, KB nr 33 van 2 mei 1953 (postuum), voor zijn ontsnapping uit Haaren.[11]
- Zijn naam staat vermeld op de Erelijst van Gevallenen 1940-1945.[12]